# El Ninot (escultura)
El Ninot és una escultura de bronze, obra de l'escultor Walter Cots Figuerola, que representa un grumet amb una gorra en una mà i un títol de nàutica acabat d'aconseguir a l'altra. Fou instal·lada el 1983 sobre la porta d'entrada del mercat del mateix nom, al barri de l'Esquerra de l'Eixample de Barcelona, i està inclosa a l'inventari de Petits paisatges de Barcelona.
Es tracta d'una còpia de l'original, de fusta policromada, actualment al Museu Marítim de Barcelona, que havia estat el mascaró de proa d'un vaixell italià, i que es va col·locar a la façana de la taverna que Joan Clapés tenia al carrer de València, 107, establiment molt popular, que va donar nom a la zona. Conta la tradició que va ser la filla d'en Clapés la que anant a visitar als seus futurs sogres a la Barceloneta, va veure com desballestaven el vaixell i va demanar al seu promès que salvés el mascaró de proa.